# Soffiet

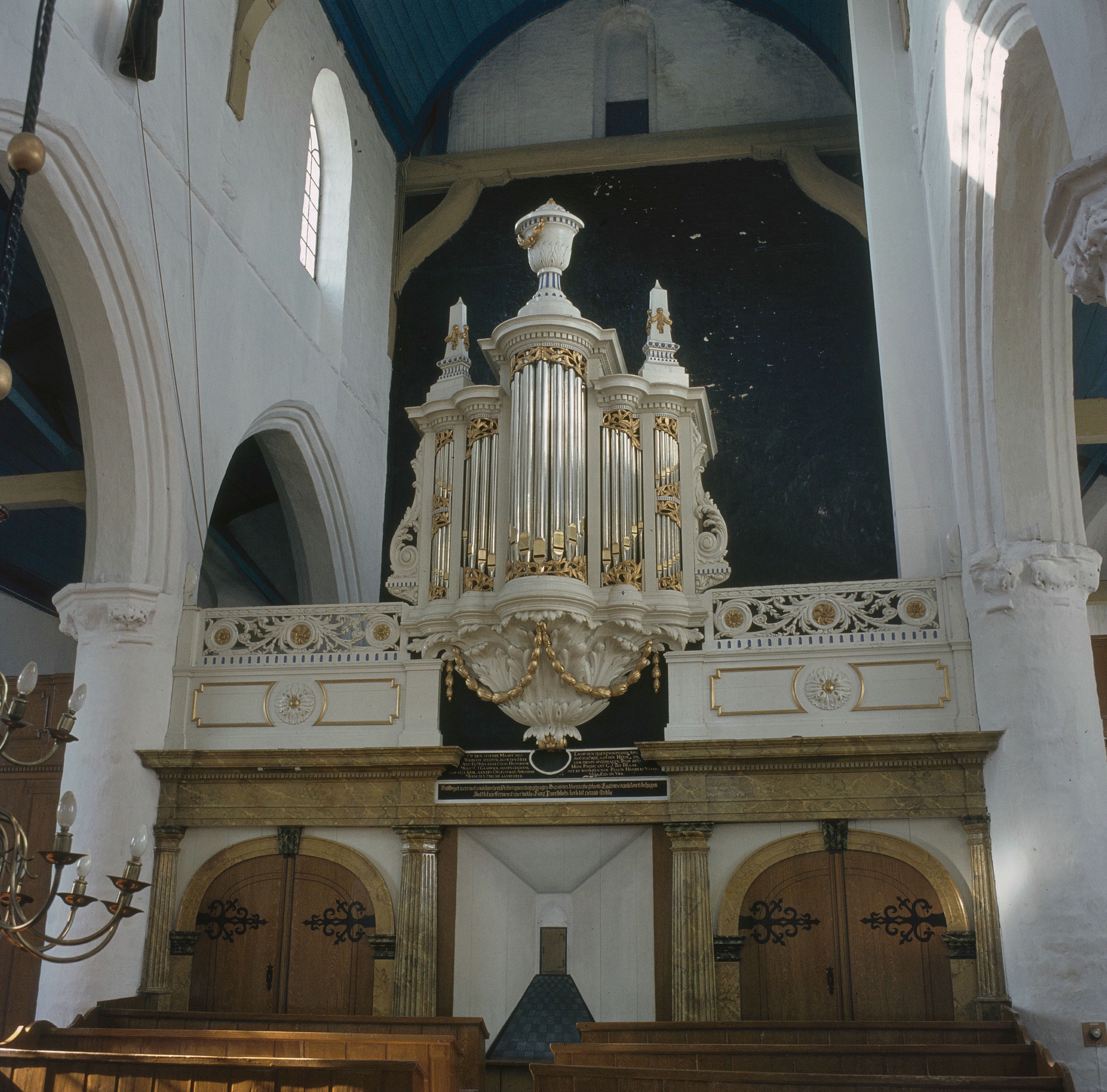
Het orgel in de hervormde Pancratiuskerk van Poortvliet, de soffiet is het deel onderaan het orgel

Een soffiet is de onderzijde van een zwaluwnestorgel dat bestaat uit de gedecoreerde basis van de orgelkast. Omdat een zwaluwnestorgel uit een muur of over een balkon steekt, is er een ondersteuning nodig die het orgel draagt. In de loop van de eeuwen werd deze ondersteuning vaker gedecoreerd, waardoor de soffiet ontstond. De term is afkomstig van het Latijnse woord suffigere, wat onderaan hechten betekent.
De decoratie van het soffiet is afhankelijk van de tijd en ook van het formaat van het orgel. Het orgel in de Westerkerk van Enkhuizen stamt uit 1549 en is gotisch van aard, terwijl die van het Duyschotorgel in de Westerkerk van Amsterdam veel uitgebreider gebeeldhouwd is.

## Afbeeldingen

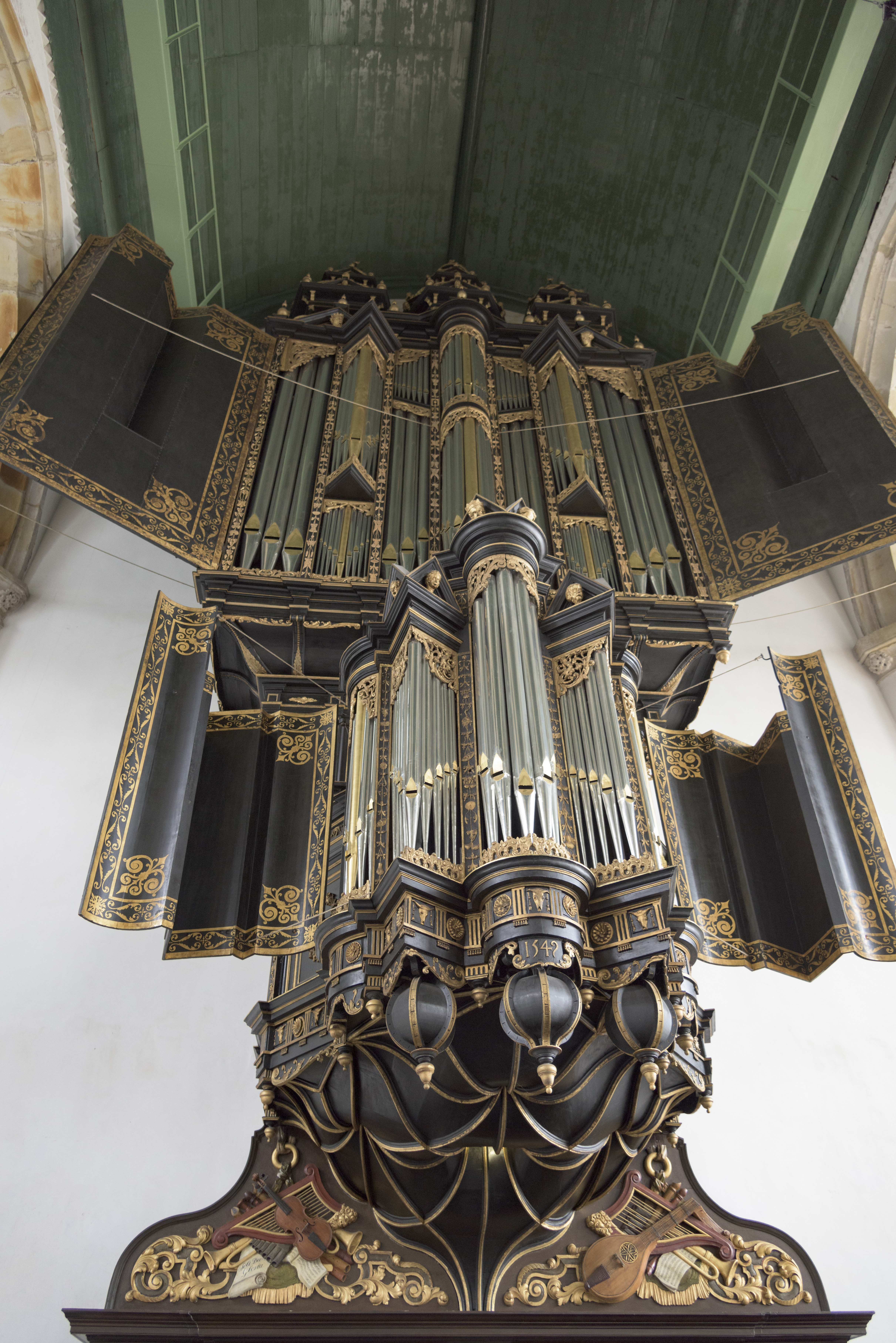
Orgelkas van het hoofdorgel in de Westerkerk te Enkhuizen
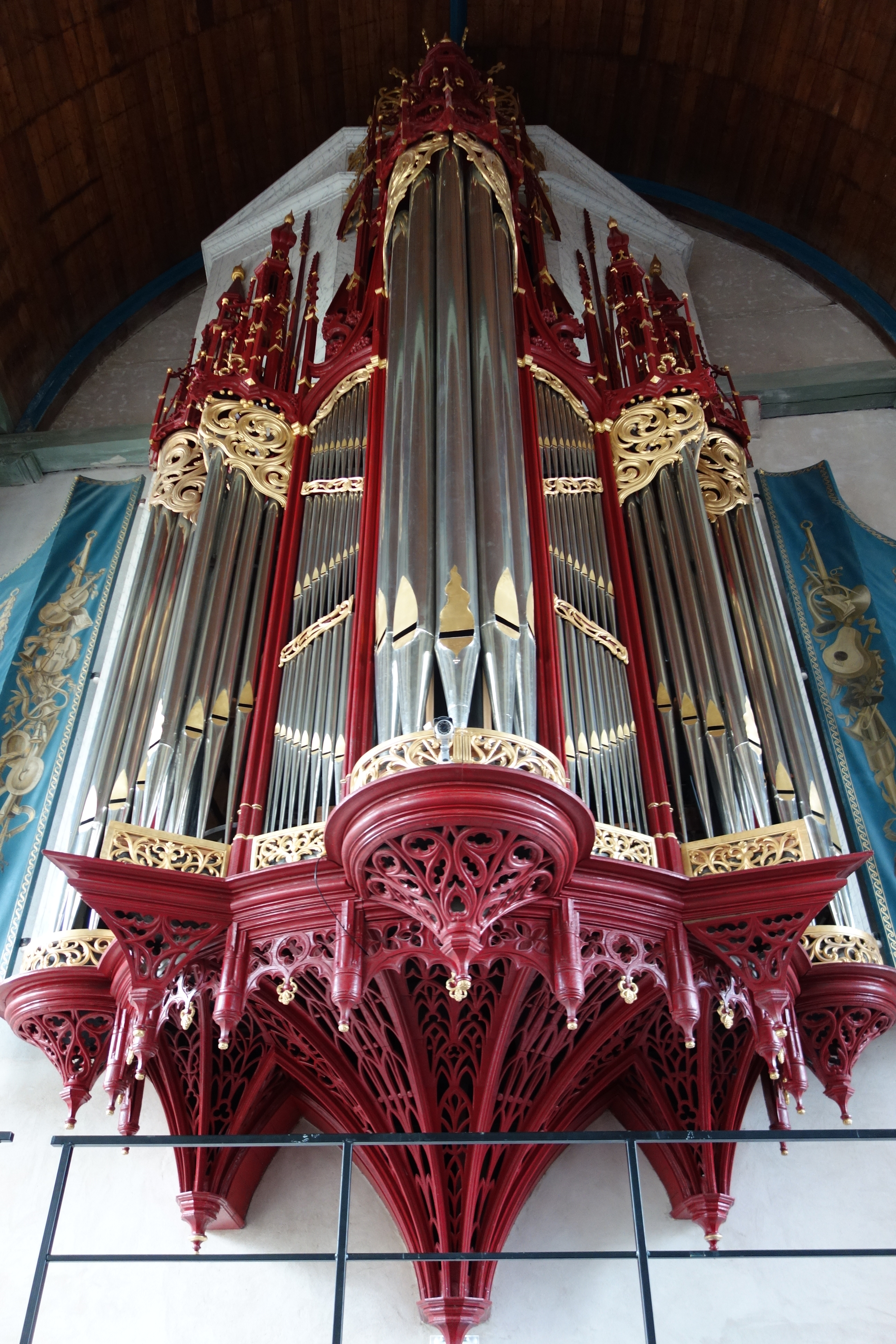
Opengewerkt soffiet van het hoofdorgel in de Grote Kerk van Monnickendam
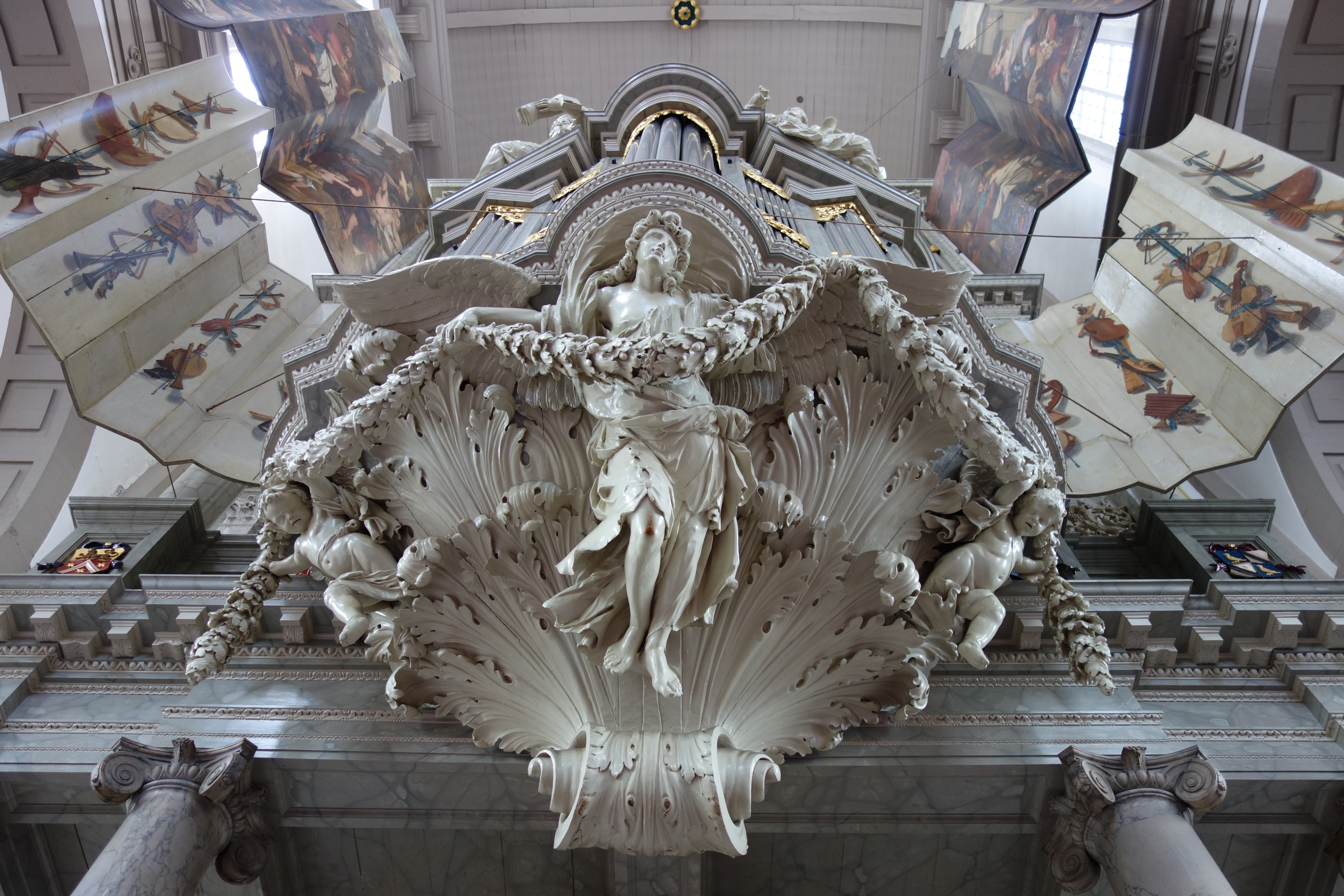
Soffiet van het orgel van de Westerkerk in Amsterdam